# Championnat d'Afrique des nations féminin de handball 1979
Navigation
Algérie 1976 Tunisie 1981
La 3e édition du Championnat d'Afrique des nations féminin de handball  a eu lieu à Brazzaville (République populaire du Congo) du 20 au 28 juillet 1979. Le tournoi réunit les meilleures équipes féminines de handball en Afrique et a lieu en même temps que le tournoi masculin. En l'honneur du troisième président congolais assassiné en 1977, la compétition est nommée challenge Marien Ngouabi
La compétition est remportée par la République populaire du Congo, face au Cameroun. Le Congo est alors qualifié pour un tournoi de qualification olympique disputé en mars 1980, et obtiendra finalement sa qualification aux Jeux olympiques de Moscou après le boycott de la Corée du Sud.

## Résultats

### Phase de groupe
Les résultats de l'Algérie sont :
- Algérie  15-09  Nigeria
- Algérie  25-07  Bénin
- Algérie  18-26  Cameroun

Les autres résultats sont inconnus.

### Phase finale
En finale, la  RP Congo s'impose face  Cameroun mais les modalités et le score sont imprécis :
- soit une première finale a été disputée le 28 juillet 1979 (victoire Congolaise 22 à 21) et aurait été rejouée pour une raison inconnue deux jours plus tard (victoire Congolaise 21 à 17, mi-temps 13-10)[1]
- soit une finale unique remportée 22 à 20 par la RP Congo[4]

Dans le match pour la 3e place, l' Algérie s'est imposée 19 à 12 face à la  Côte d'Ivoire.

## Classement final
Le classement final est :
| Classement                  | Pays          |
| --------------------------- | ------------- |
| Médaille d'or, Afrique      | RP Congo      |
| Médaille d'argent, Afrique  | Cameroun      |
| Médaille de bronze, Afrique | Algérie       |
| 4                           | Côte d'Ivoire |
| 5                           | Ouganda       |
| 6                           | Nigeria       |
| 7                           | Togo          |
| 8                           | RP Bénin      |
| 9                           | Gabon         |

## Statistiques et récompenses
La Congolaise Solange Koulinka, qui sera porte-drapeau du Congo aux Jeux olympiques d'été de 1980, termine meilleure buteuse de la compétition avec 54 buts en cinq matchs et est désignée meilleure joueuse.

## Effectifs
- L'équipe du Congo, championne d'Afrique, était composée des joueuses suivantes[4] : Anthermine Azanga, Micheline Okemba, Yvonne Makouala, Gisèle Gassy, Pascaline Bobeka, Nicole Oba, Alphonsine Bilampassi, Thérèse Kossa, Solange Koulinka, Germaine Djimbi, Isabelle Azanga, Elisabeth Pemba Lopez, Angélique Abemane, Madeleine Mitsotso, Henriette Mfoulou, Clarisse Nsiété.
- L'équipe du Cameroun, médaille d'argent, était notamment composée des joueuses suivantes[7] : Soppi epouse Epoupa, Sissa Mbedi, Monique Seppo épouse Muma, Claudine Bingombe alias Ouragan, Kitouck, Félicité Sadey...
- L'équipe d'Algérie, médaille de bronze, était composée des joueuses suivantes[2] : Boualem, Daoudi, Maghmoul, Guidouche Z'hor, Guerfa, Sahed, Soraya Amalou, Rachida Habili (GB), Zidani, Bougara, Oulhadj, Zerhouni, Moualdi, Guerdache, Kessouar. Entraîneurs : Daoud Brikci et Gancho.